# Municipio de Rock Creek (condado de Jefferson)
El municipio de Rock Creek (en inglés: Rock Creek Township) es un municipio ubicado en el condado de Jefferson en el estado estadounidense de Kansas. En el año 2010 tenía una población de 2890 habitantes y una densidad poblacional de 20,46 personas por km².

## Geografía
El municipio de Rock Creek se encuentra ubicado en las coordenadas 39°13′24″N 95°32′37″O / 39.22333, -95.54361. Según la Oficina del Censo de los Estados Unidos, el municipio tiene una superficie total de 141.28 km², de la cual 139,17 km² corresponden a tierra firme y (1,49 %) 2,11 km² es agua.

## Demografía
Según el censo de 2010, había 2890 personas residiendo en el municipio de Rock Creek. La densidad de población era de 20,46 hab./km². De los 2890 habitantes, el municipio de Rock Creek estaba compuesto por el 96,78 % blancos, el 0,42 % eran afroamericanos, el 0,73 % eran amerindios, el 0,24 % eran asiáticos, el 0,24 % eran de otras razas y el 1,59 % eran de una mezcla de razas. Del total de la población el 1,66 % eran hispanos o latinos de cualquier raza.